# 방탄 헬멧
방탄 헬멧(防彈帽, bulletproof helmet)은 군대에서 개인이 총탄 및 파편으로부터 급소인 머리를 보호하기 위해 착용하는 보호구이다. 개인 방호장비 중 하나이고 전투 시 적의 탄자나 고폭탄 등의 파편으로부터 두부 손상을 방지하기 위한 필수 장비이다.

## 역사

### 국외[1]

#### 고대
헬멧은 가장 오래된 형태의 개인 보호 장비 중 하나로 기원전 23세기에 아카드인과 수메르인, 기원전 17세기부터 미케네 그리스인, 기원전 900년경에 아시리아인, 그리고 중세 시대에 고대 그리스인과 로마인까지 많은 전투원들이 착용한 것으로 알려져 있다. 헬멧의 재료는 무기가 점점 더 강력해짐에 따라 더 발전되었다. 처음에는 가죽과 놋쇠로 만들어졌고, 청동과 철기 시대에는 청동과 철로 만들어졌지만, 서기 950년 이후에는 곧 많은 사회에서 강철로 완전히 만들어지게 되었다.

#### 중세 및 근대
1670년 이후로 헬멧의 군사적 사용은 감소하였고, 소총의 사용은 1700년 이후 보병들에 의해 중단되었지만 나폴레옹 시대에 기병을 위해 장식된 기병 헬멧이 재도입되었고, 이는 1915년 후반까지 프랑스군에 의해 계속 사용되었다. 제1차 세계 대전과 대포의 사용 증가로 강철 헬멧의 필요성이 다시 대두되었고, 프랑스의 아드리안 헬멧과 영국의 브로디 헬멧이 전장에서 사용된 최초의 현대식 강철 헬멧이 되었다. 그러한 헬멧은 파편으로부터 머리를 보호해 주었다. 20세기 초부터 전투용 헬멧은 더 큰 위장을 제공하기 위해 헬멧 커버를 장착하는 경우가 많았다.

#### 현대
오늘날의 군대는 종종 향상된 보호 기능을 제공하는 케블라와 트와론과 같은 탄도 물질로 만들어진 고품질 헬멧을 사용한다. 일부 헬멧은 폭발로 인한 뇌진탕 충격파와 같은 위협에 대비하여 탄도가 아닌 보호 특성을 가지고 있다. 오늘날의 많은 전투 헬멧은 현대의 전쟁 요구 사항에 맞게 개조되었다. 이러한 관행은 사용된 섬유의 지속적인 발전과 개선, 헬멧의 디자인과 모양, 모듈화의 증가와 함께 21세기까지 계속된다. 이 새로운 디자인의 초기 헬멧은 미국의 PASGT, 스페인의 MARTE, 이탈리아의 SEPT-2 PLUS, 영국의 MK6이다.

### 국내[2]

#### 삼국시대
우리나라에서의 투구는 선사시대부터 사용되었을 것으로 추정되나 현재까지 남아있는 투구 유물은 삼국시대의 유물이다. 강력한 철갑기병을 가졌던 고구려는 몽골발형 투구나 좌우에 뿔이 달린 철투구를 사용했으며, 백제와 신라의 경우에는 찰주, 로마형 투구, 단순 원주, 이마가리개형 투구 등 매우 다양한 투구를 사용하였다.
특히 고구려 고분벽화에 나타난 고구려군의 투구는 대부분 정개부(頂蓋部)·발부(鉢部)·목가리개의 세 부분으로 나뉘어서 정개부에는 상모(象毛)가 드리워졌고 간주(幹柱)에 이어 개철(蓋鐵)이 장식되었으며, 발부는 5세기 중반 이후부터 좌우로 뿔이 솟아 있는 양상을 나타내며(쌍영총기사도·삼실총북벽기사도·삼실총서벽기사도), 목가리개는 턱 밑에서 매는, 즉 현재의 방한모와 비슷한 형태를 취하고 있음을 볼 수 있다.

#### 고려시대
고려시대의 투구 형태에 대해서는 직접 참고할 만한 자료는 없으나 『고려도경』에 고려군은 평소에 투구를 머리에 쓰지 않고 등에 메고 다닌다는 기록이 있는 점으로 보아 투구가 있었음을 알 수 있다. 특히 일본의 『몽고습래회사』에 여몽연합군의 일본 정벌시 고려군의 갑옷이 그려져 있는데, 여몽연합군의 갑옷은 갑찰을 연결하여 만든 길이가 긴 조끼형의 찰갑과 직물로 만든 포 형태의 갑옷이 있고 투구는 종장판을 연결하여 만든 감투에 뒷 드림을 달고 차양과 옆드림 부분에는 털을 댄 투구와 직물로 만들고 뒷목과 귀를 보호하는 드림과 턱을 보호하는 부분까지 모두 연결되어 있는 투구로 구분되고 있음을 알 수 있다.

#### 조선시대
조선시대에도 일반 병사들이 철제 투구를 착용했는데, 임진왜란때 왜군을 따라 조선에 들어왔던 포르투갈 신부는 조선군이 철제 투구와 가죽제 가슴받이를 착용했다고 기록하고 있다. 당시에 조선군이 사용했던 투구는 『국조오례의서례』에 그려진 첨주와 원주였을 것이다. 조선 후기에는 투구의 정수리 부분에 높은 간주가 달려있고, 투구의 좌우와 옆에 드림이 달려있는 간주형 투구가 일반적이었다.

#### 현대

##### 구형 방탄 헬멧(M1 나일론 방탄 헬멧)
대한민국 국군은 항설 초창기부터 M1 철모를 미군에게 공여받아 사용하였다. M1 철모는 서양인에 맞춰 만들어진 것이기 때문에 한국인 두상에 맞지 않고, 강철제 재질이 무겁다는 단점이 있다.

##### 신형 방탄 헬멧(KHB-2000)
신형 방탄 헬멧은 1997년부터 약 7년간 개발되었으며 2004년부터 전력화되어 현재까지 운용 중에 있다. 신형 방탄 헬멧은 미군이 보유한 PASGT(Personal Armor System for Ground Troops) 헬멧보다 400 g 가볍고 동일한 방탄 성능을 유지할 수 있도록 개발되었다.
| 구분           | 형상          | 방탄소재   | 중량        | 방탄성(V50)                  |
| -------------- | ------------- | ---------- | ----------- | ---------------------------- |
| 구형 방탄 헬멧 | M1 헬멧형     | 나일론     | 850~950g    | 900ft/s 이상                 |
| 신형 방탄 헬멧 | 한국군 고유형 | 폴리에틸렌 | 1,150g 이하 | V50 2,000ft/s(609.6m/s) 이상 |

## 방탄성[3]

### 방탄 시험
방호 대상(방탄복, 방탄헬멧, 방탄유리 등)에 대해 각 규격의 등급에 제시되어 있는 위협탄을 사격하여 방호 대상이 어느 위협까지 방호하는지를 확인하는 시험이다. 이를 위해 방탄 시험 규격에는 특정 등급에 대한 탄종과 탄속이 제시되며 일반적으로 3가지 시험 방법이 주로 사용된다. 먼저 관통 여부를 측정하는 BL 시험(BL: Ballistic Limit, 제시된 탄속 범위에서 100% 방호해야 함)과, 다음으로 방호 대상이 50%의 확률로 방호 가능한 속도를 산출하는 V50 시험이 있다. 마지막으로 착탄 후 후면 변형을 측정하는 시험(P-BFS)이 있다. P-BFS 시험은 개인용 방호장 구류(방탄복, 플레이트)에 대해 시험되는 항목으로 관통이 되지 않아야 함은 물론, 장 파열 등의 장기 손상을 방지하기 위해 후면 변형까지 측정하는 시험이다.

#### 파편탄 방호 성능
방탄 시험은 구매요구서인 ACH 규격으로 실시하였다. 사격위치는 헬멧에 표시한 5개 영역에서 각각 2발의 유효사격이 되어야 하며, 헬멧 상부는 12.7cm 직경 원이 중앙에 위치하게 표시하고 헬멧 하부( 12.7cm 직경 원 아래)는 4개 영역으로 나누어 표시한다. 파편탄 방호 성능은 쉘 상태에서 시험평가를 실시한다. 유효사격 조건은 상부에서 2발의 사격 중 1발은 원의 테두리로부터 25.4㎜ 이내에 위치해야 한다. 쉘 테두리에서 최소 25㎜  간격과 홀의 테두리에서 최소 38mm 간격, 귀 덮개에서 최소 10 ㎜ 간격을 두고 사격한다. 충돌점들의 간격은 최소가 되게 사격하며 헬멧에 표시한 조준점의 ,직경 내에서 탄이 13㎜ 충돌되게 사격한다. V50 산출은 속도분포 이하 38m/s 에서 발의 유효사격으로 산출하며 발 또는 발의 유효사격으로 V50 을 산출할 수 없는 경우 최소 요구 V50을 초과하는 속도에서 최소 발의 부분관통이 발 5 생과 최소 요구 V50 이하의 속도에서 완전관통이 없 으며 최소 발의 유효사격이 되어 10 야 한다[6]. 64 grain RCC 5 V 는 헬멧에 최대 발만 사격 가능하여 50 산출을 위해 시 료는 2개가 필요하다.

#### 9mm 권총탄 방호 성능
권총탄 시험은 탄으로 시험하며 . 9mm FMJ RN 후면변형은 이하여 25.4 . NIJ- ㎜ 야 한다 헤드폼은 STD-0106.01 에[7] 명시된 헤드폼을 사용하나 , 길이와 폭 방향으로 유 토 를 채울 수 있어 야 하며 유토채널 의 깊이는 약 이어 142 . ㎜ 야 한다. 헤드폼에 유 토 를 채워 틈,, . 동공 함몰이 없게 해야 한다 컨디셔닝 챔버에서 유토 교정박스 테두리의 내에서 305㎜ 헤드폼이 컨디 셔닝 된 경우 최대 8개의 헤드폼을 교정할 수 있다. 교정된 유토를 사용한 헤드폼은 컨디셔닝 챔버에서 빼낸 후 분을 초과하지 45 않는 시간 동안은 교정된 것으로 간주하며 헬멧 시험이 45분을 초과하는 경우, 교정된 유토를 사용한 다른 헤드폼이 사용되어야 한다.

## 디자인[4]

### 고려 요소
보호면적(귀, 관자놀이 보호), 시야 확보(앞창 제거), 귀 덮개 형상(헤드셋 착용), 무게중심(하중분산), 머리와의 간격(통풍 및 일시적인 변형방지를 위한 여유 공간), 뒷부분  Cut(목 기능과  전투복 착용),  Rail 및 Shroud 호환(야시장비 등 부착), 두께(중량)의 요소가 있다.

### 쉘 디자인
신세대 장병의 표준화 두상과 내장재 사이즈를 고려한 쉘 디자인으로 헬멧 착용감을 향상시키고 신세대 장병의 두상 비율변화(두상의 가로, 세로 비율 변화: 폭은 줄고 세로길이는 길어짐)을 쉘 디자인에 적용한다. 헬멧 앞면은 고글 및 야시장비, 감시장비 착용의 용의성과 경량화, 시야확보, 머리너비,시야각을 고려하여 앞창 커팅과 위치를 조절하고 헬멧 후면은 목보호대 및 머리둘레 조절장치와 방탄조끼 등, 착용을 고려하여 디자인한다. 헬멧 측면 디자인은 개인장비(통신용 장비 등) 착용과 청력확보, 관자놀이 보호를 위하여 측면 보호면적을 확대한다.

## 장착 장비

### 턱끈 및 부유대[5]
과거 한국군 구형 방탄 헬멧은 2점식 턱끈과 문어발 형태의 부유대를 사용했다. 이는 헬멧이 삐뚤어지기 쉽고, 부유대와 머리끈의 크기가 조금만 어긋나도 헬멧 고정이 안된다는 단점이 있다. 이를 고려하여 한국군 신형 방탄 헬멧은 4점식 턱끈과 헬멧 내부에 직접 벨크로로 메모리폼 패드를 붙이는 라이너를 사용한다. 

### 야간 투시경
야간 투시경은 이미지가 전체 어둠에 근접하는 수준의 빛으로 생성될 수 있게 하는 광전자 장치이다. 끈 및 똑딱이 등으로 이루어진 장착대를 헬멧 외부에 두르고, 마운트와 함께 야간 투시경을 끼우는 방식이다.

### 피아식별기
어두울 때 아군을 식별하는 기능을 한다. 보통 야투경 배터리팩 등과 같이 헬멧 후면, 측면 등에 장착한다. 정면에서 마주칠 적이 알아볼 가능성은 줄어들고, 식별 사인을 공유하는 아군끼리 알아보기는 더 용이하기 때문이다.

### 헤드라이트
모듈식 헬멧의 레일에 장착할 수 있으며, 전등부를 꺾어서 빛 방향을 바꿀 수도 있다.

## 발전 동향[6]

### 국외

#### 미국
미군은 2차 대전까지 철모를 사용하였으며, 1980년대부터 아리미드섬유를 사용한 헬멧인 PASGT 헬멧을 개발하여 운영하였다. 이후 헬멧을 대체하기 위하여 미 육군용으로는 헬멧 ACH과 해군용으로는 헬멧 LWH(Light Weight Helmet) 과 특수 목적군용으로 MICH(Modular Integrated Communications Helmet) 헬멧을 운용하였으며 2010년 이후에는 UHMWPE(Ultra high molecular weight polyethylene) carbon fiber Fast 와 를 하이브리드화한 헬멧과 ECH(Enhenced Combat Helmet) 헬멧을 개발하여 운용 중에 있다.

### 국내
우리 군의 방탄헬멧은 년 개발하여 현재까지 2003 운용 중에 있다 방탄헬멧의 재질은 초고분자량 폴리 . 에틸렌이며 방탄성능은 파편탄에 대 , Cal.22 17grain 해 방탄성능은 V50은 이상이다 선진국은 현 610m/s . 대전에서 공격무기 발전과 연계하여 수류탄 및 포탄 등의 파편위력이 향상됨에 따라 방탄헬멧 방탄성능을 충격 및 후면 함몰변형을 고려하여 Cal.22 17grain 파편탄에 대해 방탄성능 V50 670m/s 이상으로 개발 하여 운용하고 있다.
국내는 신형 방탄모의 기술력과 생산 제조업체인 BMI(구 이레산업)가 산업을 주도한다. 미군 방탄헬멧과 비교하여 저렴하지만 기술력이 높아 동남아시아 중동 유럽에서 한국산 방탄헬멧의 인기가 점차 늘어나고있다.

## 참고 문헌
- Gu, S. H., Kim, K. M., Park, J. H., & Song, S. H. (2019). A Study on Improvement of Ballistic Testing Method for Combat Helmet. Journal of Korean Society for Quality Management, 47(2), 283–294. https://doi.org/10.7469/JKSQM.2019.47.2.283
- Y. H. Kim, Y. M. Lee, S. H. Ban, K. H. Lee, T. G. Lee, M. C. Kang. (2017). Flexible Shape Design of Combat Helmet Shell Considering Ergonomic and Free-Curve for New Generation Soldiers. 한국정밀공학회 학술발표대회 논문집, (), 500-500.